# Tsebona macrantha
Tsebona macrantha là một loài thực vật có hoa trong họ Hồng xiêm. Loài này được Capuron miêu tả khoa học đầu tiên năm 1962.